# Mały Andaman
Mały Andaman – wyspa archipelagu Andamany leżącego we wschodniej części Oceanu Indyjskiego. Wyspa położona jest na południe od grupy Wielki Andaman, od której oddzielona jest Cieśniną Duncan. Wchodzi w skład indyjskiego terytorium związkowego Andamany i Nikobary.
Wyspa zajmuje powierzchnię 734 km² i jest czwartą co do wielkości wyspą archipelagu. Pokryta tropikalnym lasem, niewielkie wzniesienia do 187 m.

## Lokalizacja
Wyspa Mały Andaman znajduje się 120 km na południe od Port Blair, stolicy indyjskch Andamanów i Nikobarów. Tam też znajduje się najbliższy port lotniczy z regularnymi połączeniami do Kalkuty i Madrasu (Ćennaj). Do przystani dla większych statków w Hut Bay można dotrzeć jedynie przez przesmyk w rafie koralowej. Codziennie szybkie promy łączą zatokę Hut Bay z Port Blair. Podróż trwa około 10 godzin. Przy zatoce Hut położona jest wioska Kwate-tu Kwate.